# 格奥尔基·多格雷斯库
格奥尔基·多格雷斯库（羅馬尼亞語：Gheorghe Dogărescu，1960年5月15日—2020年8月18日），罗马尼亚男子手球运动员。他曾代表罗马尼亚国家队参加1984年夏季奥林匹克运动会手球比赛，获得一枚铜牌。